# Вандрес
Вандре́с (фр. Vendresse) — коммуна во Франции, находится в регионе Шампань — Арденны. Департамент — Арденны. Входит в состав кантона Омон. Округ коммуны — Шарлевиль-Мезьер.
Код INSEE коммуны — 08469.
Коммуна расположена приблизительно в 200 км к северо-востоку от Парижа, в 80 км северо-восточнее Шалон-ан-Шампани, в 20 км к югу от Шарлевиль-Мезьера.

## Население
Население коммуны на 2008 год составляло 483 человека.
| 1962 | 1968 | 1975 | 1982 | 1990 | 1999 | 2008 |
| ---- | ---- | ---- | ---- | ---- | ---- | ---- |
| 483  | 515  | 469  | 406  | 402  | 400  | 483  |

## Администрация
| Период | Период | Фамилия          | Партия | Должность |
| ------ | ------ | ---------------- | ------ | --------- |
| 1952   | 1964   | Габриэль Тейо    | SE     |           |
| 1964   | 2001   | Жан Гюйлен       | SE     |           |
| 2001   |        | Андре-Луи Сальви | SE     |           |

## Экономика
В 2007 году среди 301 человека в трудоспособном возрасте (15—64 лет) 230 были экономически активными, 71 — неактивными (показатель активности — 76,4 %, в 1999 году было 63,4 %). Из 230 активных работали 210 человек (126 мужчин и 84 женщины), безработных было 20 (7 мужчин и 13 женщин). Среди 71 неактивных 19 человек были учениками или студентами, 21 — пенсионерами, 31 были неактивными по другим причинам.

## Достопримечательности
- Руины замка Ла-Кассен[фр.] (1571 год).[3]
- Церковь Сен-Мартен (XII—XIII века). Исторический памятник с 1972 года.[4]
- Церковь Св. Франциска Ассизского.
- Бывшая доменная печь (1-я пол. XIX века). Исторический памятник с 1972 года.[5]
- Бывшая церковь Ла-Кассен и монастырь Корделье (XIV век). Исторический памятник с 1930 года.[6]

## Фотогалерея

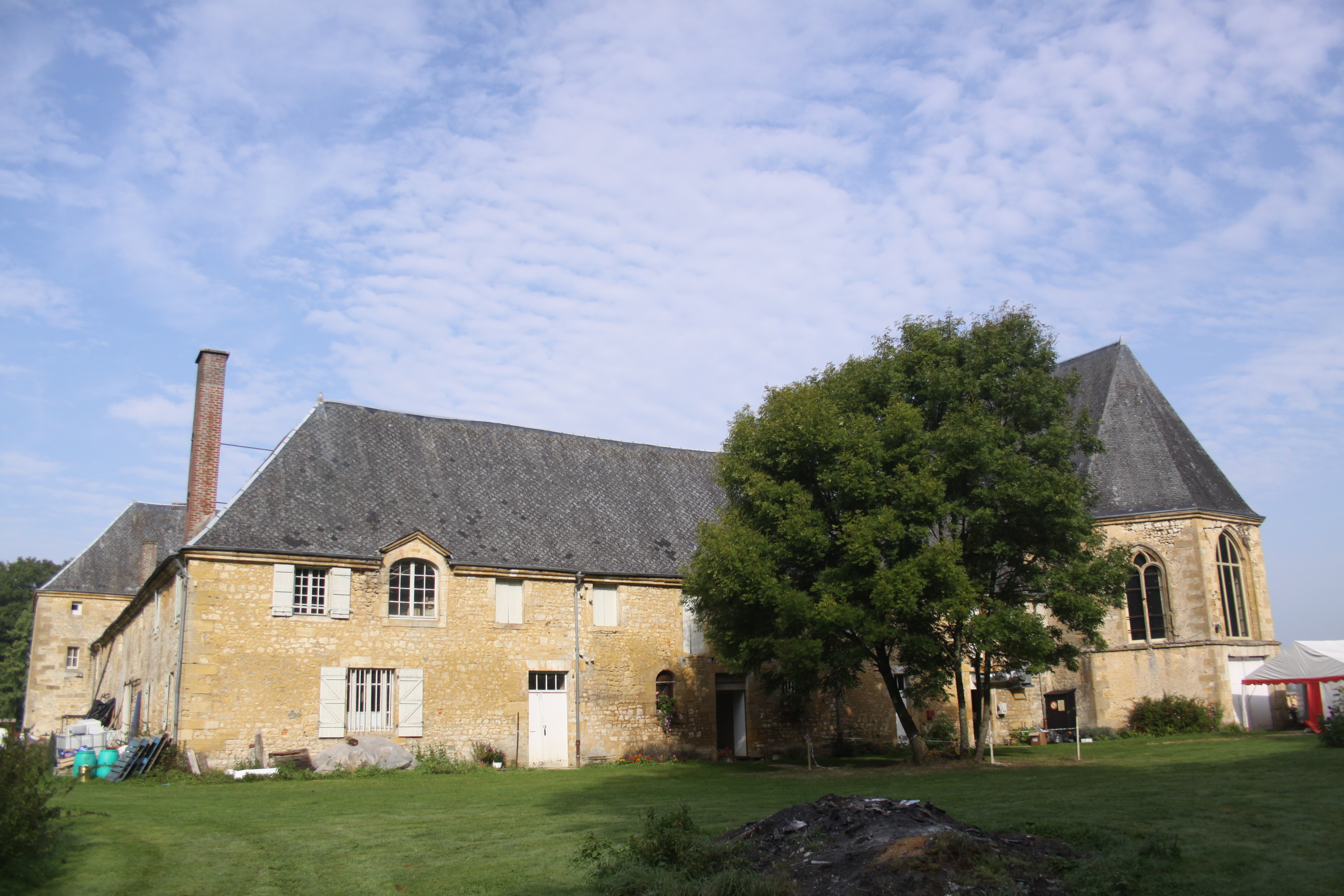
Церковь Сен-Мартен
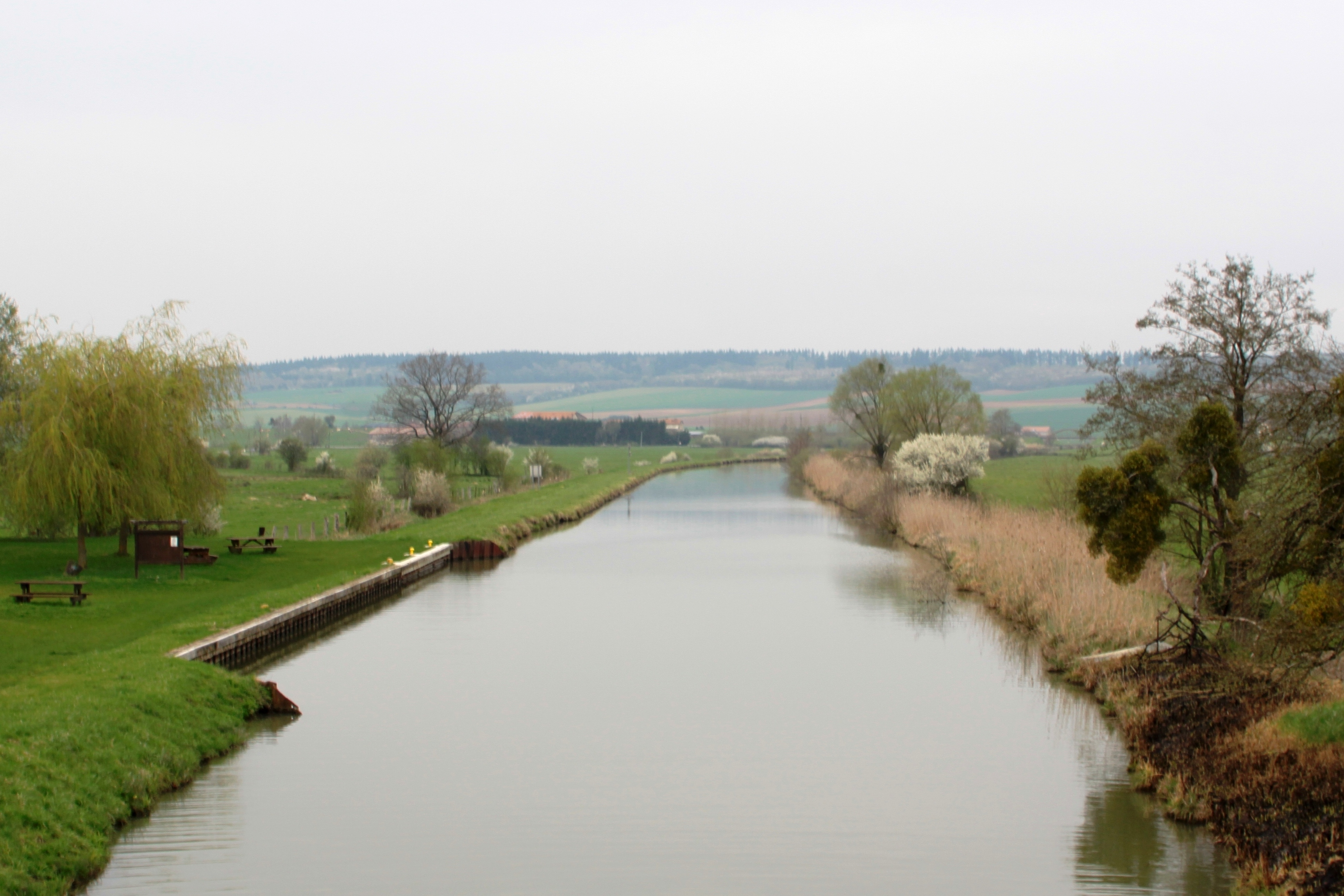
Арденнский канал
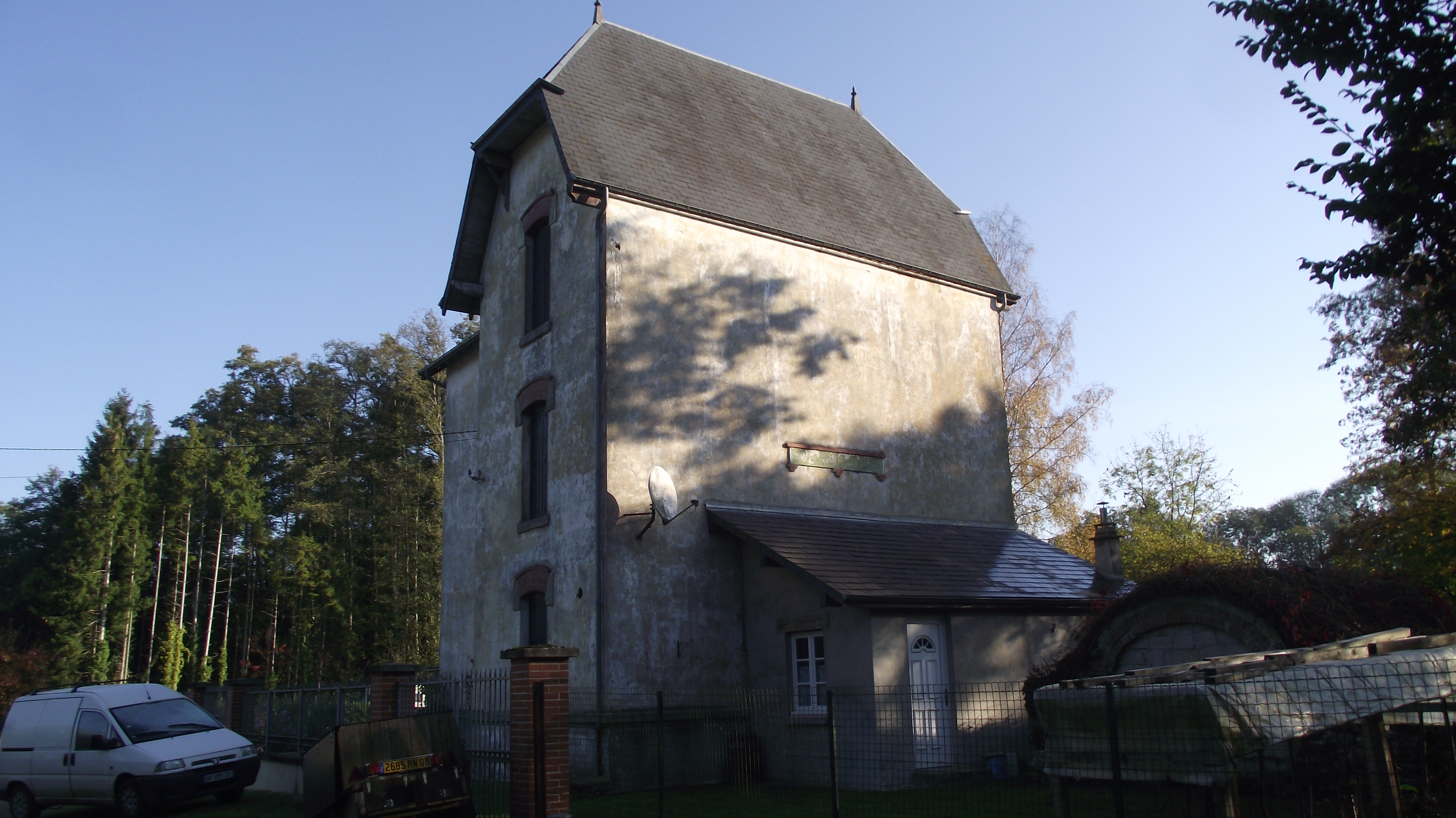
Здание вокзала